# آرون دلوچ
آرون دلوچ (انگلیسی: Aaron DeLoach؛ زادهٔ ۱۳ دسامبر ۱۹۸۳) بازیکن فوتبال اهل ایالات متحده آمریکا است.